# Prise de Courtrai
- Chronologie de la guerre de Quatre-Vingts Ans
- Valenciennes
- Austruweel
- Rheindalen
- Heiligerlee
- Jemmingen
- Jodoigne
- Brielle
- 1er Flessingue
- Malines
- Goes
- Mons
- Haarlem
- 2e Flessingue
- Borsele
- Zuiderzee
- Alkmaar
- Leyde
- Reimerswaal
- Mook
- Lillo
- Zierikzee
- 1er Anvers
- 1er Bréda
- Gembloux
- Rijmenam
- 1er Deventer
- Maastricht
- 2e Bréda
- Açores
- 2e Anvers
- 3e Anvers
- Boksum
- Zutphen
- 1er Berg-op-Zoom
- Gravelines
- 3e Bréda
- 2e Deventer
- Groningue
- Huy
- 1er Groenlo1
- 2e Groenlo
- Turnhout
- Nieuport
- Ostende
- L'Écluse
- 3e Groenlo
- Saint-Vincent
- Gibraltar
- Saint-Vincent (1621)
- 2e Berg-op-Zoom
- 4e Bréda
- 4e Groenlo
- Matanzas
- Bois-le-Duc
- Abrolhos
- Slaak
- Maastricht
- 5e Bréda
- Cabañas
- Calloo
- Les Downs
- Saint-Vincent (1641)
- Hulst
- Cavite

La prise de Courtrai est un épisode de la guerre de Quatre-Vingts Ans qui voit la ville de Courtrai tomber aux mains des Malcontents menées par Emmanuel de Lalaing, baron de Montigny, dans la nuit du 26 au 27 février 1580.

## Contexte
Depuis le 12 février 1578, les partisans des États (nl) et les calvinistes ont leur quartier général à l'hôtel de ville de Courtrai.
Le 21 octobre 1579, Henry Balfour (nl), avec trois compagnies écossaises et quatre flamandes et sans subir de pertes, reprend Menin aux Malcontents qui l'ont capturée un an plus tôt. Au début de l'occupation, il instaure un régime tolérant envers les catholiques, mais après deux semaines, les religieuses doivent retirer leur habit de nonne et ne sont plus autorisées qu'à soigner les malades et les premières chapelles sont démolies. Durant l'occupation de la ville par les compagnies protestantes, les monastères sont tous détruits et les églises pillées.
De leur côté, Montigny et les Malcontents s'emparent de Mortagne par les armes, de Saint-Amand par traité, ainsi que du château d'Antoing, non loin de Tournai.
François de La Noue est revenu de France et est parvenu à arrêter l'avancée des Malcontents qui avaient commis des attaques sur Tournai, Bouchain et Cambrai et avaient pillé les villages environnants. Les partisans bruxellois des États pillent à leur tour Nivelles et Avennes, où ils font prisonniers Glymes et De Noyelles. La magistrature de Courtrai qualifie régulièrement ces années d'époque « de détresse et de danger ». Avec ces escarmouches en toile de fond, le seigneur de Pottelsbergen demande des renforts aux États généraux, Courtrai devant se contenter de trois compagnies écossaises pour défendre la ville. Les citoyens, en revanche, ne souhaitent absolument pas accueillir davantage de soldats à l’intérieur de leurs murs.

## Prise de la ville
La lettre de Pottelsbergen demandant des renforts est interceptée par les Malcontents. N'ayant pas oublié l'attaque ratée de l'année précédente, ils décident cette fois d'attaquer Courtrai par la ruse. Pottelsbergen souhaitant faire entrer les renforts protestants dans la ville de nuit (pour des raisons inconnues), des compagnies wallonnes de Malcontents se présentent à la nuit tombée aux portes de la ville et sont introduites à l'intérieur des murs. Lorsque les compagnies écossaises se rendent compte de leur erreur, il est déjà trop tard. Résistant courageusement aux assaillants (particulièrement à la porte de Lille et sur la Grand-Place), elles doivent se rendre face à des adversaires supérieurs en nombre. La ville est à nouveau en proie au pillage et à la violence. Fransciscus Lansbergen, le dernier predikant (nl) de Courtrai, saute par-dessus les murs pour s'enfuir, et parvient ainsi à se sauver. L'ancien Siméon de Torre est quant à lui capturé, rasé et jeté dans un cachot, où il trouve la mort.

## Conséquences
Jacob Tsantele est l'un des premiers prêtres catholiques à faire son retour à Courtrai, où il devient doyen de l'église Notre-Dame (nl). Il se rend à Namur le 30 mars 1580 pour négocier au nom du conseil municipal une réconciliation entre la ville de Courtrai et le duc de Parme.
Deux jours après la capture, les hommes d'âge adulte sont convoqués devant l'hôtel de ville. Les citoyens qui ne veulent pas prêter allégeance au roi sont exilés. Il est possible que des milliers d'habitants aient quitté la ville et se soient installés avec des familles de Menin à Haarlem, dont la famille du célèbre peintre et graveur Roelandt Savery.
Le calviniste Wouter Wilge a pu se cacher pendant des mois avant d'être découvert. D'abord torturé sur le chevalet, il est pendu parce qu'il refuse d'abjurer sa foi.